# Ludwig Giesebrecht
Ludwig Giesebrecht (ur. 5 lipca 1792 w Mirow, zm. 18 marca 1873 w Jasienicy, obecnie Police) – historyk, filozof, pedagog i poeta pruski. Doktor honoris causa uniwersytetów w Greifswaldzie i Berlinie. Należał do znanej meklemburskiej rodziny uczonych.

## Życiorys
Urodził się w Mirow w Meklemburgii-Strelitz w 1792, studiował w Greifswaldzie i Berlinie. Od 1816 przez 50 lat nauczał historii w szczecińskim Gimnazjum Mariackim. W latach 1848–1849 reprezentował Szczecin w parlamencie niemieckim zawiązanym we Frankfurcie nad Menem w czasie Wiosny Ludów. Był cenionym pedagogiem, choć jego wiedza znacznie przekraczała wymagania programowe Gimnazjum Mariackiego. Giesebrecht był także autorem rozprawki o wychowaniu Damaris, w której starał się łączyć ideały wychowawcze starożytności z poglądami współczesnymi. Był też „nadwornym poetą” Gimnazjum Mariackiego, pisząc na jego cześć utwory okolicznościowe.
Jako filozof przyjmował część poglądów Hegla na dzieje (za jego sprawą Gimnazjum Mariackie zostało okrzyczane „siedzibą zgubnego heglizmu”). Jako historyk zajomował się przede wszystkim historią regionalną Pomorza – opublikował 26 artykułów w Baltische Studie, a sławę przyniosły mu 3 tomy Wendische Geschichten (Historii Słowiańskich) obejmujących lata 780–1182. Jego badania, w których opierał się na źródłach niemieckich, polskich, czeskich i skandynawskich, rozpoczęły rozległe badania nad zachodnią słowiańszczyzną. Dla swoich prac naukowych zbierał materiały z całego świata: z Palestyny, Grecji, Włoch, Indii i Arabii, a także z Hiszpanii, Francji oraz z Polski. Król Prus Fryderyk Wilhelm IV w uznaniu dla jego zasług ofiarował mu 50 dukatów i złotą tabakierę.
Jego twórczość poetycka cieszyła się uznaniem. Do jego utworów pisał oratoria kompozytor Carl Loewe. Kompozytor nawiązał z Giesebrechtem przyjacielskie relacje zaraz po przybyciu do Szczecina. Tak o nim mówił: „Z całego dobrodziejstwa, jakie ofiarował mi Szczecin, najcenniejszym darem dla mojej działalności artystycznej była możliwość bliskiego obcowania z Giesebrechtem. Ten genialny człowiek, który lekką ręką potrafił ująć w kilku wersach cały, rozległy okres, łącząc zwięzłą formę z najwspanialszą poezją, tworzył libretta do moich oratoriów.”
Giesebrecht pisał przede wszystkim obszerne poematy o treści politycznej, religijnej i społecznej, a także liryki opisujące uroki życia rodzinnego i piękno krajobrazu Pomorza. W 1862 ukazał się liczący około 1000 stron drugi tom jego poezji. Około 1866 przeniósł się do Jasienicy, gdzie 18 marca 1873 roku zmarł.